# Fokkeria producta
Fokkeria producta är en insektsart som först beskrevs av Van Duzee 1904.  Fokkeria producta ingår i släktet Fokkeria och familjen sköldskinnbaggar. Inga underarter finns listade i Catalogue of Life.